# Cangkorah
Cangkorah is een bestuurslaag in het regentschap Bandung Barat van de provincie West-Java, Indonesië. Cangkorah telt 9272 inwoners (volkstelling 2010).